# Euthymonacha
Euthymonacha es un género de foraminífero bentónico de la familia Peneroplidae, de la superfamilia Soritoidea, del suborden Miliolina y del orden Miliolida. Su especie tipo es Monalysidium politum. Su rango cronoestratigráfico abarca el Holoceno.

## Clasificación
Euthymonacha incluye a las siguientes especies:
- Euthymonacha leura
- Euthymonacha polita